# La tía de Frankenstein
La tía de Frankenstein (Frankensteins tante) es una serie de televisión producida entre Austria, Alemania, Francia, España, Checoslovaquia y Suecia en 1987. Basada en la novela sueca homónima de Allan Gune Petterson, fue dirigida por el checoslovaco Juraj Jakubisko y protagonizada por Viveca Lindfors, Sancho Gracia, Mercedes Sampietro, Eddie Constantine y Flavio Bucci.
Consta de 7 capítulos de unos 50 minutos de duración cada uno y fue emitida por primera vez en España entre el 9 de octubre y el 20 de noviembre de 1987 dentro del espacio infantil "La Linterna Mágica" los viernes a las 18:30 en TVE.

## Ficha técnica
- Título original:	Frankensteins Tante
- Género: Fantasía - Comedia
- Año primer episodio: 1987
- Año último episodio: 1987
- Nº episodios: 7
- Duración del episodio: 50 min.
- Producida por: Televisión Española - Mr Film- Československá televize
- Dirección: Juraj Jakubisko
- Música: Guido y Mauricio de Angelis
- País: Austria, Alemania, Francia, España, Italia, Checoslovaquia y Suecia.
- Idioma original: alemán
- Productor: Kurt J. Mrkwicka, Jaroslav Dietl, Joachim Hamman y Juraj Jakubisko
- Trailer: http://tiny-paste.com/1103/
- Reparto:
  - Viveca Lindfors - Hannah von Frankenstein (doblada por Mercedes Barranco)
  - Martin Hreben - Max (doblado por Marisa Marco)
  - Gerhard Karzel - Albert (doblado por José Luis Gil)
  - Barbara De Rossi - Klara
  - Eddie Constantine - Alois - Espíritu del Agua (doblado por Félix Acaso)
  - Flavio Bucci - Talbot - Hombre Lobo (doblado por Luis Varela)
  - Ferdy Mayne - Conde Drácula (doblado por Pedro Sempson)
  - Mercedes Sampietro - Elisabeth (doblada por Mercedes Sampietro)
  - Tilo Prückner - Sepp
  - Bolek Polívka - Henry Frankenstein (doblado por Fernando de Luis)
  - Marie Drahokoupilová - Mrs. Karch
  - Gail Gatterburg - Bertha (doblada por Pilar Gentil)
  - Sancho Gracia - Juez (doblado por Sancho Gracia)
  - Jacques Herlin - Igor (doblado por Antonio Fernandez Sanchez)
  - Andrej Hryc - Schmied (doblado por José Antonio Ceinos)
  - Milan Lasica - Profesor
  - Roman Skamene - Hans
- Listado de episodios:
  - 01. El principio
  - 02. La renovación
  - 03. La novia
  - 04. La infancia
  - 05. La fiera de los salones
  - 06. El automóvil
  - 07. La boda

## Historia
Henry Frankenstein, en un intento por emular a su abuelo, el Dr. Frankenstein, se hace del cerebro más inteligente y del cuerpo más fuerte que esta a su alcance para crear un ser vivo, un ser humano único. A este nuevo ser le llamará Albert.
Alarmada la tía de Henry, Hannah Frankenstein, se dirige al castillo de su sobrino para poner un poco de orden a su vida alocada y cambiar las cosas en el castillo donde vive.
Junto a Henry y su nueva creación, Albert, viven otros personajes singulares tales como Drácula (que ahora trabaja como dentista), Mr Walker(que el Hombre Lobo que popularizó Lon Chaney Junior, ahora empleado como bibliotecario), el jorobado Igor (vuelto a la vida tras su ejecución en la horca) y La Dama Blanca (el fantasma de una mujer emparedada, que vive un idilio con Igor). Todos ellos colaboraran en lo posible con los objetivos que se propone su tía. 
Por otro lado, en el pueblo cercano, un furioso ciudadano que se siente amenazado por las misteriosas actividades del castillo, traza un siniestro plan para detenerles.

## Lanzamiento en DVD
Hasta el momento, la serie sólo ha sido lanzada en formato DVD en Alemania (marzo de 2008), y la versión sólo incluye el alemán.